# 宮崎県営野球場
宮崎県営野球場（みやざきけんえいやきゅうじょう）は、かつて宮崎県宮崎市の県営総合運動場内にあった野球場。県営野球場としては2001年に閉鎖された。宮崎県が運営管理を行っていた。その後は宮崎県立宮崎工業高等学校第二グラウンド（野球場）となっていたが、2022年3月31日で閉鎖されることになった。

## 歴史
現在のJR宮崎駅に程近いところに位置していた県営総合運動場内に1936年11月開場。
高校野球、社会人野球などアマチュア野球公式戦が行われていた。
またプロ野球では、当初は近鉄パールスが本球場で春季キャンプを行っており、近鉄パールスが愛媛県今治市にキャンプ地を移転した後、1959年から読売ジャイアンツ（巨人）が兵庫県明石市（兵庫県立明石公園第一野球場）から宮崎へキャンプ地を移転して春季・秋季キャンプを1974年まで当球場で行っていた。
また総合運動場内には野球場の他、陸上競技場やテニスコートなどがあり、陸上競技場のトラックで王貞治や森昌彦ら巨人の選手が春季キャンプ時に鍛錬のために走っていたこともあった。しかしいずれの施設の老朽化が著しく、市南部の熊野地区で整備が進められていた宮崎県総合運動公園内に宮崎市営野球場（現宮崎県総合運動公園第二硬式野球場）が1974年に完成したのに伴って、1975年から巨人のキャンプ地は市営球場に移転。また県内アマチュア公式戦の主開催球場も市営球場に移った。
また宮崎県総合運動公園の整備事業進捗により、2001年に宮崎県総合運動公園硬式野球場（サンマリンスタジアム宮崎）が完成したのに伴い、宮崎市内の県営野球場は2001年3月を以って閉鎖、用途廃止された。跡地の一部は宮崎県立宮崎工業高等学校の野球場、第二グラウンドとして用途変更され、その際に内野席とフェンスは撤去された。なお、サンマリンスタジアムには「宮崎県営野球場」のエンブレムが掛かっているが、正式名称は上記のものである。
当地は2027年の開催が予定されている第81回国民スポーツ大会（国民体育大会を参照）に伴い整備される宮崎県プール（愛称：パーソルアクアパーク宮崎）及び民間施設（MRT宮崎放送本社、大学、医療施設、飲食施設）の設置予定地である。そのためグラウンドとしても2022年3月31日で閉鎖された。

## 球場改修を巡って
1959年から、読売ジャイアンツがキャンプで使用するにあたり、球場の面積、グラウンド上の環境問題が浮上。
開場当初の球場面積は、両翼90m・中堅100mと非常に狭く、グラウンドの表面には、小石や砂利が落ちているほど、立派な球場環境ではなかった。
この問題を受け、読売ジャイアンツは、宮崎県に改修を要請した。
しかし、宮崎県議会は、なぜ巨人軍のためにグラウンドを改修しないといけないのかという強い疑問を持ったため、改修には反対。
反対を受け、協力会の会長であり、当時の宮崎市長・有馬美利と宮崎交通社長・岩切章太郎との間で、この改修工事について相談を行い、その結果、巨人軍のためならと、宮崎交通が費用を全額負担して改修工事を行うことに。
これにより、球場面積を両翼99m・中堅110mにまで拡張。それに伴い、開場当初は設置してあった外野スタンドは、基本無くす形に。
後に、球場近くの民家に打球が当たるのを防ぐために、フェンスを設置。
さらに、グラウンド全体の土を全て新しいものに入れ替える形になり、球場の環境問題は解決に至った。

## 施設概要
- 野球場一面、ナイター照明あり
- 得点板はなく、一塁側に後で設置した磁石式得点ボードがあり磁石式得点カードを貼り付ける方式
- S B Oはバックネット裏に電光式で設置してある。高校野球公式戦等試合時にはセンターに手動式のものも設置可能となっている。
- ブルペンは一塁側ライト付近に4基。三塁側に2基設置。
- 放送機器あり
- トイレはライト後方に陸上用共用とレフト方面に設置